# Fred Bandekow

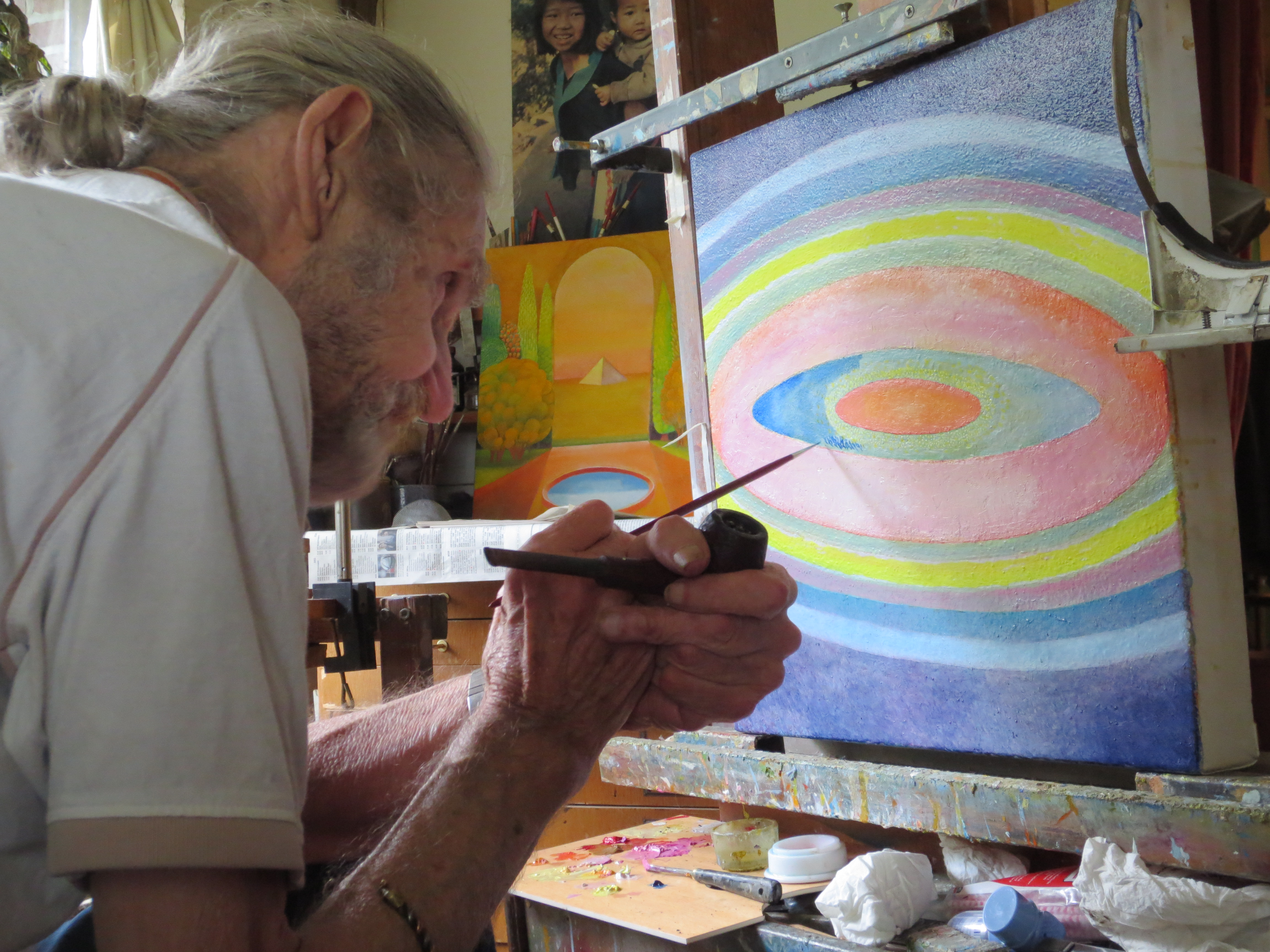
Fred Bandekow, 2014

Fred Bandekow (* 13. Dezember 1934 in Berlin; † 12. August 2016 in Heide) war ein deutscher Maler des Phantastischen Realismus.

## Leben
Bandekows Mutter litt unter offener Tuberkulose, weswegen er bei einer Pflegefamilie aufgezogen wurde. Als er drei Jahre alt war, entführte ihn seine Mutter und versteckte ihn. Das Sorgerecht erhielt seine Großmutter, bei der er anschließend aufwuchs. Seinen Vater lernte er im Alter von 14 Jahren zufällig durch ein Gespräch mit einer anderen Person, die sich später als seine Halbschwester herausstellte, kennen.
Nach dem Besuch der Volksschule machte er eine Lehre zum Metallfacharbeiter. Eine anschließende Ausbildung zum Grafiker an der Akademie für Werkkunst und Mode in Berlin, einer Vorgängerinstitution der Universität der Künste Berlin, brach er ab.
Als Maler war Bandekow Autodidakt.
Bandekow beteiligte sich am „Tag des offenen Ateliers“ in Eiderstedt.

## Malerei
In der Schule fiel Fred Bandekow durch sein Zeichentalent auf. Am Anfang seiner Laufbahn stand der Naturalismus mit seinem Vorbild Caspar David Friedrich im Vordergrund. Danach entdeckte er den Kubismus, bis er sich im Surrealismus durch Max Ernst, Salvador Dalí und René Magritte beflügeln ließ. Nach über 60 Jahren malt Fred Bandekow im Stil des fantastischen Realismus. Hier waren Rudolf Hausner und Ernst Fuchs die wichtigsten Künstler für Bandekow. Schon in der Ausbildung zum Grafiker stellte Fred Bandekow Plakate im Linolschnitt her. Das brachte den Künstler dann zur Technik des Holzschnitts, die er seit seinem Studium ausübte.
Fred Bandekow benutzte die Technik der Schichtlasur, wie die Meister der Neuzeit. Bis zu zwölf Lasuren übereinander ergeben die Leuchtkraft und Transparenz. Als Basis dient oft eine Temperauntermalung (Ei oder Casein) oder Grisailletechnik. Als Malmittel bevorzugte Bandekow mineralische Pulverfarben „Stone Colors“, Trockenöle, Balsame, Harze und Wachs.

## Ausstellungen (Auszug)
- 1968 Große Berliner Kunstausstellung
- 1974 Inter Art Basel[4]
- 1985 „Le Salon des Nation a Paris“ im Centre International d’Art Contemporain, Paris[5]
- 1986 Heider Kulturwochen
- 1987 Ausstellung im Karolinenhof / Dithmarschen
- 1989 Ausstellung in der Galerie No. 5, Friedrichstadt
- 1990 Ausstellung im Kulturforum Wedel
- 1992 Gruppenausstellung „Künstler der Westküste – Eiderstedt“[6]
- 2000 Eröffnung der Atelier-Galerie in Vollerwiek
- 2001–2010 diverse Ausstellungen im norddeutschen Raum